# تپه خشکه رود
تپه خشکه رود مربوط به دوران‌های تاریخی پس از اسلام است و در شهرستان قزوین، بخش الموت، روستای خوبان واقع شده و این اثر در تاریخ ۲۵ اسفند ۱۳۸۰ با شمارهٔ ثبت ۵۵۵۲ به‌عنوان یکی از آثار ملی ایران به ثبت رسیده است.